# Upeneus luzonius
 Upeneus luzonius és una espècie de peix de la família dels múl·lids i de l'ordre dels perciformes.

## Morfologia
Els mascles poden assolir els 20 cm de longitud total.

## Distribució geogràfica
Es troba a les Filipines, Indonèsia i nord-oest d'Austràlia.